# Actenicerus tsugaru
Actenicerus tsugaru is een keversoort uit de familie kniptorren (Elateridae). De wetenschappelijke naam van de soort is voor het eerst geldig gepubliceerd in 1978 door Kishii.